# Kathy Kreiner
Pour les articles homonymes, voir Kreiner.
Kathy Kreiner, née le 4 mai 1957 à Timmins, est une ancienne skieuse alpine canadienne.

## Palmarès

### Jeux olympiques
| Édition / Épreuve         | Descente | Slalom géant | Slalom  |
| ------------------------- | -------- | ------------ | ------- |
| JO 1972 Sapporo           | 33e      | —            | 14e     |
| JO 1976 Innsbruck         | 19e      | Or           | Abandon |
| Mondiaux 1980 Lake Placid | 5e       | 9e           | 15e     |

### Championnats du monde
| Édition / Épreuve                    | Descente | Slalom géant | Slalom  | Combiné |
| ------------------------------------ | -------- | ------------ | ------- | ------- |
| JO 1972 Sapporo                      | 33e      | —            | 14e     | —       |
| Mondiaux 1974 Saint-Moritz           | 7e       | Abandon      | 15e     | —       |
| JO 1976 Innsbruck                    | 19e      | Or           | Abandon | 7e      |
| Mondiaux 1978 Garmisch-Partenkirchen | 12e      | 21e          | 17e     | 4e      |
| Mondiaux 1980 Lake Placid            | 5e       | 9e           | 15e     | 4e      |

### Coupe du monde
- Meilleur résultat au classement général : 9e en 1974
  - 1 victoire : 1 géant

#### Saison par saison
- Coupe du monde 1972 :
  - Classement général : 31e
- Coupe du monde 1973 :
  - Classement général : 25e
- Coupe du monde 1974 :
  - Classement général : 9e
    - 1 victoire en géant : Pfronten
- Coupe du monde 1975 :
  - Classement général : 12e
- Coupe du monde 1976 :
  - Classement général : 23e
- Coupe du monde 1977 :
  - Classement général : 13e
- Coupe du monde 1978 :
  - Classement général : 25e
- Coupe du monde 1979 :
  - Classement général : 71e
- Coupe du monde 1980 :
  - Classement général : 31e
- Coupe du monde 1981 :
  - Classement général : 27e

### Arlberg-Kandahar
- Meilleur résultat : 11e place dans le géant 1978 à Megève